# Klem (Einheit)
Klem war ein Längenmaß für eine Tiefe je Abtorfschicht eines Torflagers und regional vom Maß vom Stechwerkzeug abhängig. Der Torf wurde umgangssprachlich klemmenweise, bzw. stufenweise abgebaut. Die Anzahl der Klemmen waren Entlohnungsgrundlage.
- 1 Klem = 6 Zoll[1]

In Preußen war ein Stück Torfland, eine Bank, 7 Fuß lang und 1 Fuß breit.
- 1 Klem = 4 Zoll

Gestochen wurde eine Reihe mit den Maßen 1 Fuß lang, 4 Zoll breit, 4 Zoll dick. Es ergaben sich 21 Stücke oder 1 Klemme.
Beispiel: 
- Torfmächtigkeit 5 Fuß zu 12 Zoll gleich 60 Zoll tief
  - 1 Klemme (Torfsode) hatte die Maße von 1 Fuß lang, 4 Zoll breit, 4 Zoll dick
  - 60 Zoll geteilt durch 4 Zoll gleich 15 Klemmen für die Tiefe